# Thalictrum philippinense
Thalictrum philippinense là một loài thực vật có hoa trong họ Mao lương. Loài này được C.B. Rob. miêu tả khoa học đầu tiên năm 1908.